# Museo de Arte Joseon
El Museo de Arte Joseon (en coreano: 조선 미술 박물관) es un museo de arte localizado en la capital de Corea del Norte, Pionyang, específicamente en la plaza Kim Il-Sung adyacente del Museo de Historia Central Joseon en la calle Sungri en el dong de Kyongrim, Chung-guyok. El museo fue inaugurado el 28 de septiembre de 1954.
El museo abarca un área de 11,000 m² en cuatro pisos.

## Colección
El museo exhibe el arte coreano desde la antigüedad hasta el presente, sobre todo pinturas y esculturas, además de grabados, artes cinematográficas, artes escénicas, artes industriales, bordados y otras artes y artesanías. En total, el museo de estilo neoclásico cuenta con 22 salas de exhibición que varían de tamaño. Como es común en el país, parte de la exposición está dedicada a Kim Il-sung y Kim Jong-il. El techo está decorado en el lado exterior con una réplica de la bandera del Ejército Popular de Corea.